# Maria Lea Pedini Angelini
Maria Lea Pedini Angelini (San Marino, 15 juli 1954) is een San-Marinese politica. Ze was van 1 april tot 1 oktober 1981 de eerste vrouw in het ambt van San-Marinees Capitano Reggente.

## Leven
Zij sloot in 1976 haar studies aan de Universiteit van Bologna af met een museo-grafisch werk en werkte mee aan de opmaak van een inventaris van het San-Marinese culturele erfgoed. Zij was van 1983 tot 2006 directeur van het bureau voor culturele aangelegenheden en informatie van het ministerie van Buitenlandse Zaken. Vanaf 2006 was ze directeur-generaal van het ministerie van Buitenlandse Zaken, vervolgens hoofd van de afdeling voor Europese zaken van het ministerie van buitenlandse zaken. Zij werd in 1995 ambassadrice van San Marino in Denemarken, Zweden en Hongarije - met (kosten - en personeelbesparende) residentie in San Marino. Ze was ook een ambassadrice van San Marino voor Noorwegen en Zwitserland.

## Politiek
Pedini Angelini was van 1978 tot 1993 lid van de Consiglio Grande e Generale, het San-Marinese parlement. Tot 1988 behoorde ze tot de fractie van de Partito Socialista Sammarinese (PPS), van 1988 tot 1993 tot de factie van de Partito Socialista Unitario – Intesa Socialista (PSU-IS). Van 1 april tot 1 oktober 1981 was ze, samen met Gastone Pasolini, staatshoofd van San Marino (Capitano Reggente).

## Erebewijzen
- Pedini werd op 3 maart 1998 met het grootkruis van de Orde van Verdienste van de Republiek Italië geëerd.[9]
- Pedini werd in 2004 als ridder in het Franse Legioen van Eer opgenomen.[10]
- In 2006 bracht San Marino een speciale postzegel uit ter ere van Pedini.[11]